# Ceratandra
Ceratandra là một chi thực vật có hoa trong họ Orchidaceae.